# Adelaide International 2 2023 - Qualificazioni singolare femminile
Le qualificazioni del singolare dell'Adelaide International 2 2023 sono un torneo di tennis preliminare per accedere alla fase finale della manifestazione. Le vincitrici dell'ultimo turno sono entrate di diritto nel tabellone principale. In caso di ritiro di una o più giocatrici aventi diritto sono subentrati i Lucky loser, ossia le giocatrici che hanno perso nell'ultimo turno ma che avevano una classifica più alta rispetto alle altre partecipanti che avevano comunque perso nel turno finale.

## Teste di Serie
1. Amanda Anisimova (ultimo turno, lucky loser)
2. Zhang Shuai (primo turno)
3. Zheng Qinwen (qualificata)
4. Aljaksandra Sasnovič (primo turno)
5. Karolína Plíšková (qualificata)
6. Kaia Kanepi (ultimo turno, lucky loser)

1. Jil Teichmann (qualificata)
2. Alison Riske-Amritraj (ultimo turno, lucky loser)
3. Anastasija Potapova (ultimo turno, lucky loser)
4. Sorana Cîrstea (qualificata)
5. Shelby Rogers (ultimo turno, lucky loser)
6. Kateřina Siniaková (qualificata)

## Qualificate
1. Jil Teichmann
2. Kateřina Siniaková
3. Zheng Qinwen

1. Anna Kalinskaja
2. Karolína Plíšková
3. Sorana Cîrstea

## Lucky losers
1. Amanda Anisimova
2. Alison Riske-Amritraj
3. Anastasija Potapova

1. Anastasija Potapova
2. Kaia Kanepi

## Tabellone

### Legenda
| - Q = Qualificato - WC = Wild card - LL = Lucky loser | - ALT = Alternate - SE = Special Exempt - PR = Protected Ranking | - w/o = Walkover - r = Ritirato - d = Squalificato |

### Sezione 1
|  | Primo turno | Primo turno         | Primo turno         | Primo turno | Primo turno |  |  | Secondo turno | Secondo turno    | Secondo turno | Secondo turno | Secondo turno |  |
|  |             |                     |                     |             |             |  |  |               |                  |               |               |               |  |
|  | 1           | Amanda Anisimova    | 6                   | 1           | 6           |  |  |               |                  |               |               |               |  |
|  | PR          | Taylor Townsend     | 3                   | 6           | 3           |  |  | 1             | Amanda Anisimova | 6(4)          | 6             | 1             |  |
|  | WC          | Olivia Tjandramulia | Olivia Tjandramulia | 0           | 1           |  |  | 7             | Jil Teichmann    | 7             | 4             | 6             |  |
|  | 7           | Jil Teichmann       | Jil Teichmann       | 6           | 6           |  |  |               |                  |               |               |               |  |

### Sezione 2
|  | Primo turno | Primo turno        | Primo turno        | Primo turno | Primo turno |  |  | Secondo turno | Secondo turno      | Secondo turno | Secondo turno | Secondo turno |  |
|  |             |                    |                    |             |             |  |  |               |                    |               |               |               |  |
|  | 2           | Zhang Shuai        | Zhang Shuai        | 6(5)        | 4           |  |  |               |                    |               |               |               |  |
|  |             | Ana Bogdan         | Ana Bogdan         | 7           | 6           |  |  |               | Ana Bogdan         | 7             | 5             | 5             |  |
|  | WC          | Alexandra Osborne  | Alexandra Osborne  | 0           | 4           |  |  | 12            | Kateřina Siniaková | 6(5)          | 7             | 7             |  |
|  | 12          | Kateřina Siniaková | Kateřina Siniaková | 6           | 6           |  |  |               |                    |               |               |               |  |

### Sezione 3
|  | Primo turno | Primo turno         | Primo turno  | Primo turno | Primo turno |  |  | Secondo turno | Secondo turno       | Secondo turno | Secondo turno | Secondo turno |  |
|  |             |                     |              |             |             |  |  |               |                     |               |               |               |  |
|  | 3           | Zheng Qinwen        | Zheng Qinwen | 6           | 6           |  |  |               |                     |               |               |               |  |
|  | WC          | Mia Repac           | Mia Repac    | 0           | 0           |  |  | 3             | Zheng Qinwen        | 6(3)          | 7             | 7             |  |
|  |             | Dalma Gálfi         | 6            | 5           | 0r          |  |  | 9             | Anastasija Potapova | 7             | 5             | 6(4)          |  |
|  | 9           | Anastasija Potapova | 3            | 7           | 1           |  |  |               |                     |               |               |               |  |

### Sezione 4
|  | Primo turno | Primo turno           | Primo turno           | Primo turno | Primo turno |  |  | Secondo turno | Secondo turno         | Secondo turno         | Secondo turno | Secondo turno |  |
|  |             |                       |                       |             |             |  |  |               |                       |                       |               |               |  |
|  | 4           | Aljaksandra Sasnovič  | 6                     | 2           | 6(2)        |  |  |               |                       |                       |               |               |  |
|  |             | Anna Kalinskaja       | 2                     | 6           | 7           |  |  |               | Anna Kalinskaja       | Anna Kalinskaja       | 6             | 7             |  |
|  | WC          | Alana Parnaby         | Alana Parnaby         | 3           | 1           |  |  | 8             | Alison Riske-Amritraj | Alison Riske-Amritraj | 3             | 5             |  |
|  | 8           | Alison Riske-Amritraj | Alison Riske-Amritraj | 6           | 6           |  |  |               |                       |                       |               |               |  |

### Sezione 5
|  | Primo turno | Primo turno       | Primo turno       | Primo turno | Primo turno |  |  | Secondo turno | Secondo turno     | Secondo turno     | Secondo turno | Secondo turno |  |
|  |             |                   |                   |             |             |  |  |               |                   |                   |               |               |  |
|  | 5           | Karolína Plíšková | Karolína Plíšková | 6           | 6           |  |  |               |                   |                   |               |               |  |
|  |             | Jule Niemeier     | Jule Niemeier     | 4           | 3           |  |  | 5             | Karolína Plíšková | Karolína Plíšková | 6             | 6             |  |
|  |             | Marta Kostjuk     | Marta Kostjuk     | 3           | 3           |  |  | 11            | Shelby Rogers     | Shelby Rogers     | 4             | 3             |  |
|  | 11          | Shelby Rogers     | Shelby Rogers     | 6           | 6           |  |  |               |                   |                   |               |               |  |

### Sezione 6
|  | Primo turno | Primo turno    | Primo turno | Primo turno | Primo turno |  |  | Secondo turno | Secondo turno  | Secondo turno | Secondo turno | Secondo turno |  |
|  |             |                |             |             |             |  |  |               |                |               |               |               |  |
|  | 6           | Kaia Kanepi    | Kaia Kanepi | 6           | 7           |  |  |               |                |               |               |               |  |
|  |             | Anna Bondár    | Anna Bondár | 1           | 6(5)        |  |  | 6             | Kaia Kanepi    | 2             | 6             | 5             |  |
|  |             | Camila Giorgi  | 7           | 4           | 0           |  |  | 10            | Sorana Cîrstea | 6             | 4             | 7             |  |
|  | 10          | Sorana Cîrstea | 5           | 6           | 6           |  |  |               |                |               |               |               |  |